# Hatting, Tyrolen
Hatting är en ort och kommun i distriktet Innsbruck-Land i förbundslandet Tyrolen i Österrike.  Den ligger 18 km väster om Tyrolens huvudstad Innsbruck. Kommunen har 1 525 invånare (2024) och består av två orter (Ortschaften) (inom parentes invånarantal 1 januari 2024):
- Hatting (1 443)
- Hattingerberg (82)